# Warren Creavalle
Warren Creavalle (Acworth, 15 agosto 1990) è un ex calciatore statunitense naturalizzato guyanese, di ruolo difensore.

## Caratteristiche tecniche
È una difensore centrale.

## Palmarès

### Competizioni nazionali
- MLS Supporters' Shield: 1

Philadelphia Union: 2020